# Camioneta
|  | No s'ha de confondre amb Furgoneta. |

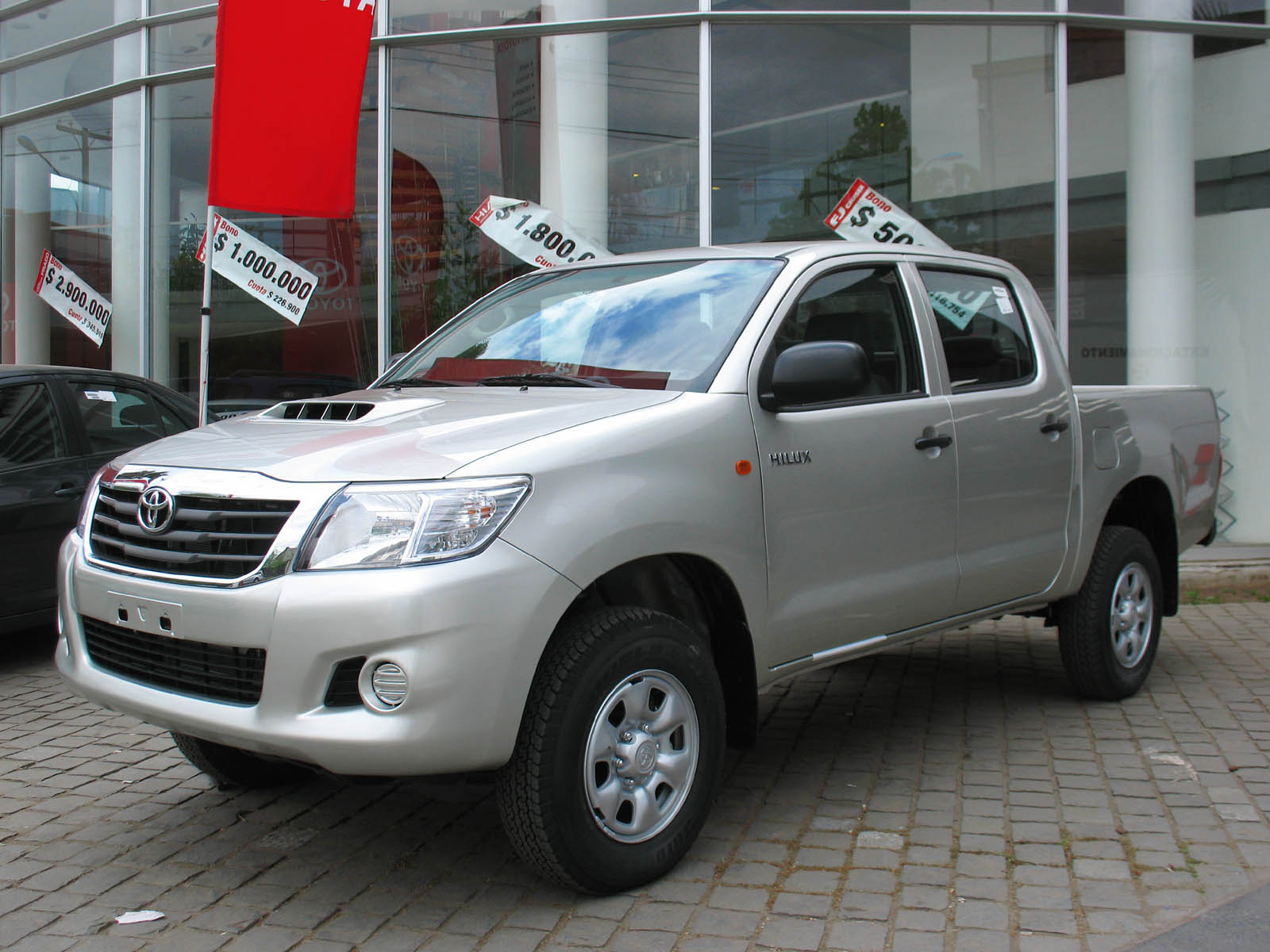
Un Toyota Hilux

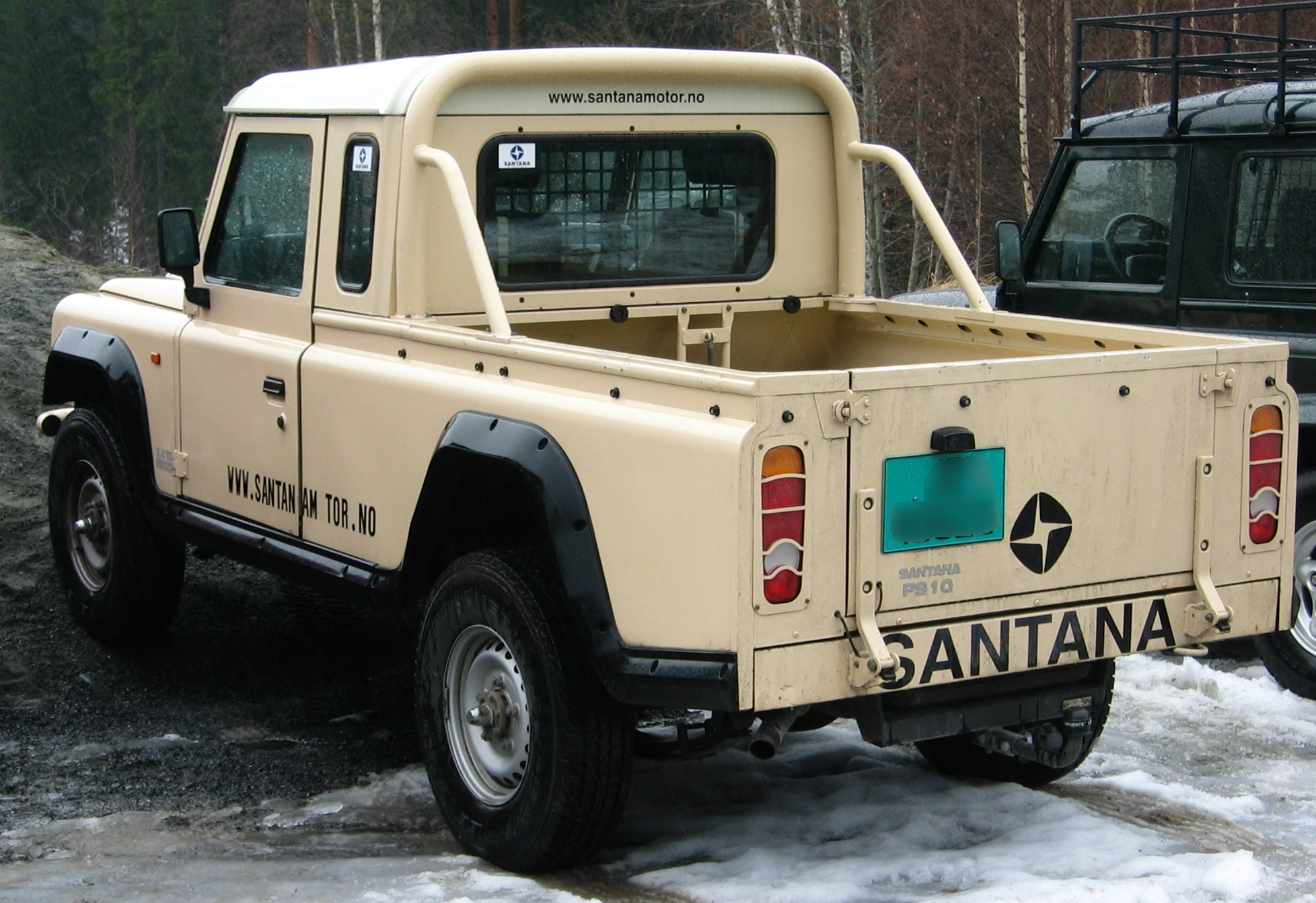
Santana Aníbal, derivat del Land Rover

Una camioneta és un vehicle automòbil menor que el camió, emprat generalment per al transport de mercaderies, i que té a la part posterior una zona de càrrega descoberta (la "caixa") en la qual es poden col·locar objectes grossos. En general, aquesta àrea està envoltada per una paret de mig metre d'alt, la part posterior abatible, per poder carregar i descarregar objectes. La plataforma de càrrega pot ser coberta en alguns models amb una lona o amb una estructura de fibra de vidre.
Segons el mercat, les camionetes poden variar segons la seva grandària, configuració de cabina i caixa, tracció, motor i xassís. A Amèrica i Àsia, la majoria de les camionetes tenen xassís de travessers, les pickups es divideixen en compactes, mitjanes i grans segons el llarg (5,00, 5,50 i 6,00 metres de llarg, aproximadament). A Llatinoamèrica i altres zones en desenvolupament hi ha camionetes encara més petites, amb xassís autoportant i basades en automòbils de turisme del segment B, d'uns 4,50 metres de llarg.
Entre els models d'aquest tipus de vehicle hi ha, per exemple, Ebro.

## Història

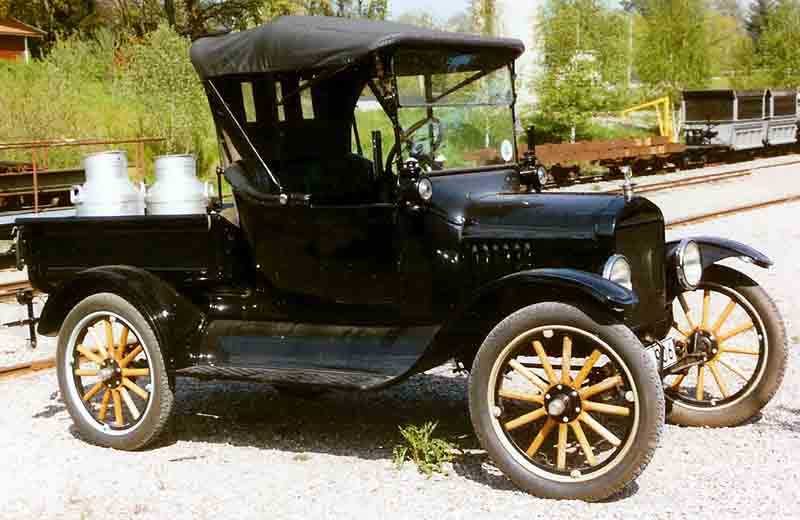
Camioneta Ford T

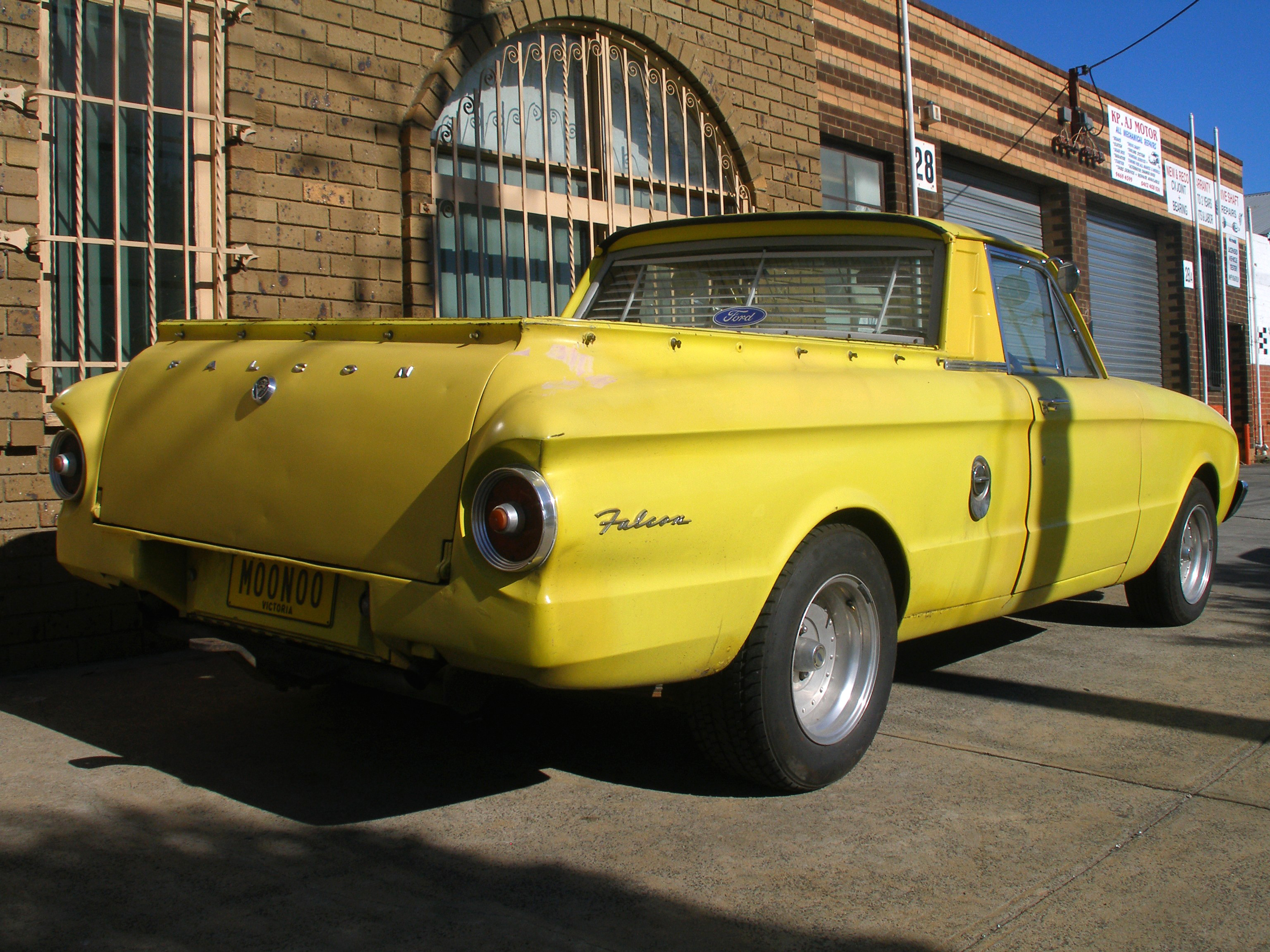
Antic Ford Falcon Ranxer «ute» amb xassís autoportant fabricat a Austràlia

El primer muntatge de fàbrica es basava en l'automòbil Ford model T, amb una carrosseria posterior modificada. Es va estrenar el 1925 i es va vendre per $ 281 dòlars nord-americans. Henry Ford ho va considerar el «Ford model T Runabout», amb carrosseria de camioneta (pickup). Els 34.000 que es construïren el primer any es caracteritzaven per una caixa de càrrega, porta del darrere regulable, quatre forats per estaques i molls posteriors per servei pesat.

El 1928, el model "A" substitueix el model «T», introduint la primera camioneta amb cabina tancada. Lluïa innovacions com un parabrisa de vidre de seguretat, alçavidres manuals i una transmissió de tres velocitats. Era accionat per un motor de quatre cilindres de i només 40 cavalls de potència (30 kW)
El 1932, el motor Ford V8 culata plana (L-head) amb 65 cavalls de força (48 kW) va ser ofert com una opció en el camió. El 1936, Ford ja havia produït 3 milions de camionetes, prenent la davantera en les vendes de la indústria.
El 1934, va debutar a Austràlia un vehicle conegut com a «ute», d'utilitat. Va ser dissenyat per Lewis Bandt de Ford Austràlia.